# Ketchikan
Ketchikan é uma cidade localizada no estado americano do Alasca, no Distrito de Ketchikan Gateway. Foi fundada em 1868, e incorporada em 1900.

## Geografia
De acordo com o United States Census Bureau, a cidade tem uma área de 15,3 km², dos quais 11,3 km² cobertos por terra e 4 km² cobertos por água.

### Localidades na vizinhança
O diagrama seguinte representa as localidades num raio de 72 km ao redor de Ketchikan.

## Demografia
Segundo o censo nacional de 2010, a sua população é de 8 050 habitantes, e sua densidade populacional é de 714,51 hab/km². É a quinta cidade mais populosa do Alasca. A cidade possui 3 731 residências, que resulta em uma densidade de 331,16 residências/km².

## Galeria de imagens

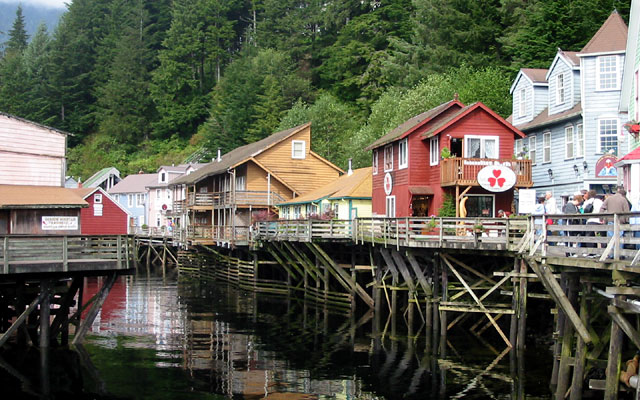
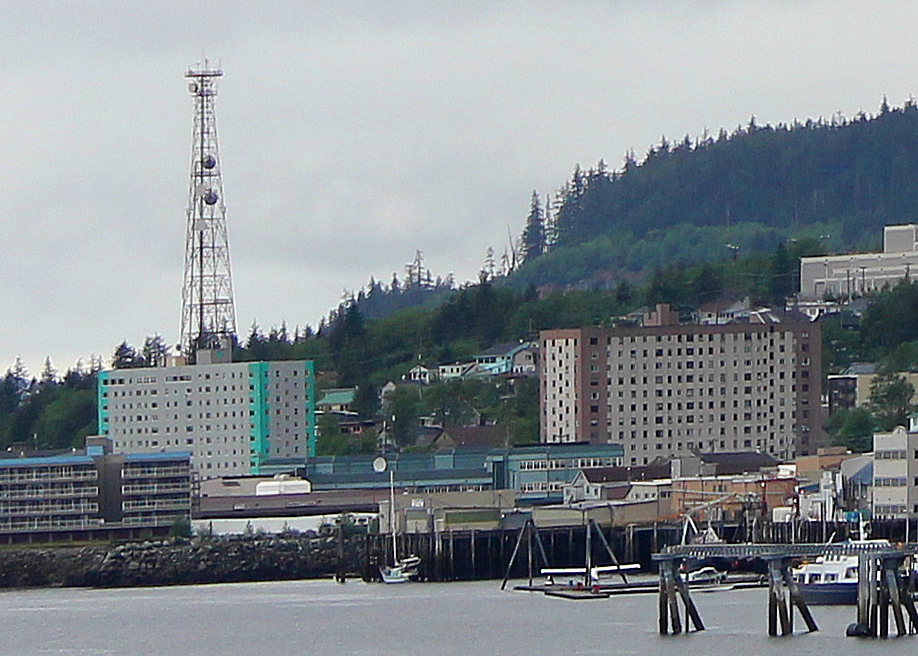
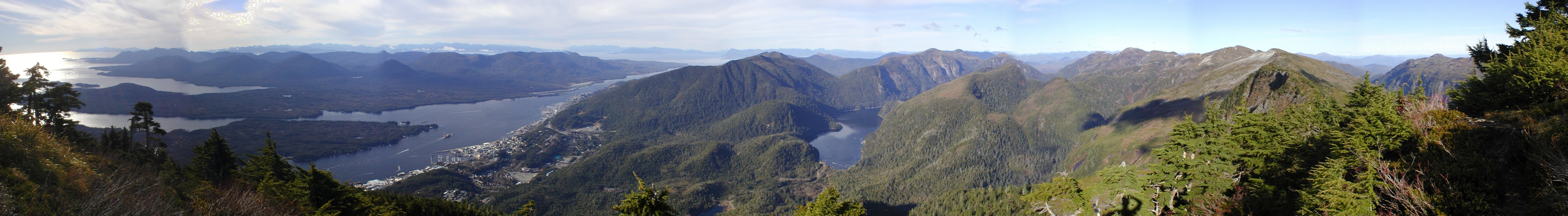